# Partido Democrático dos Povos
O Partido Democrático dos Povos (em turco: Halkların Demokratik Partisi, HDP; em curdo: Partiya Demokratik um Gelan) é um partido político de esquerda da Turquia. Foi fundado em 2012 como o braço político do Congresso Democrático dos Povos, uma união de vários movimentos de esquerda que já haviam se candidatado como independentes para ignorar a cláusula de barreira de 10%. O partido opera em um sistema de co-presidência da liderança partidária. Tem uma aliança com o Partido Democrático das Regiões (PAD), que também representa os curdos, muitas vezes descrito como um partido parceiro do HDP.

## Ideologia

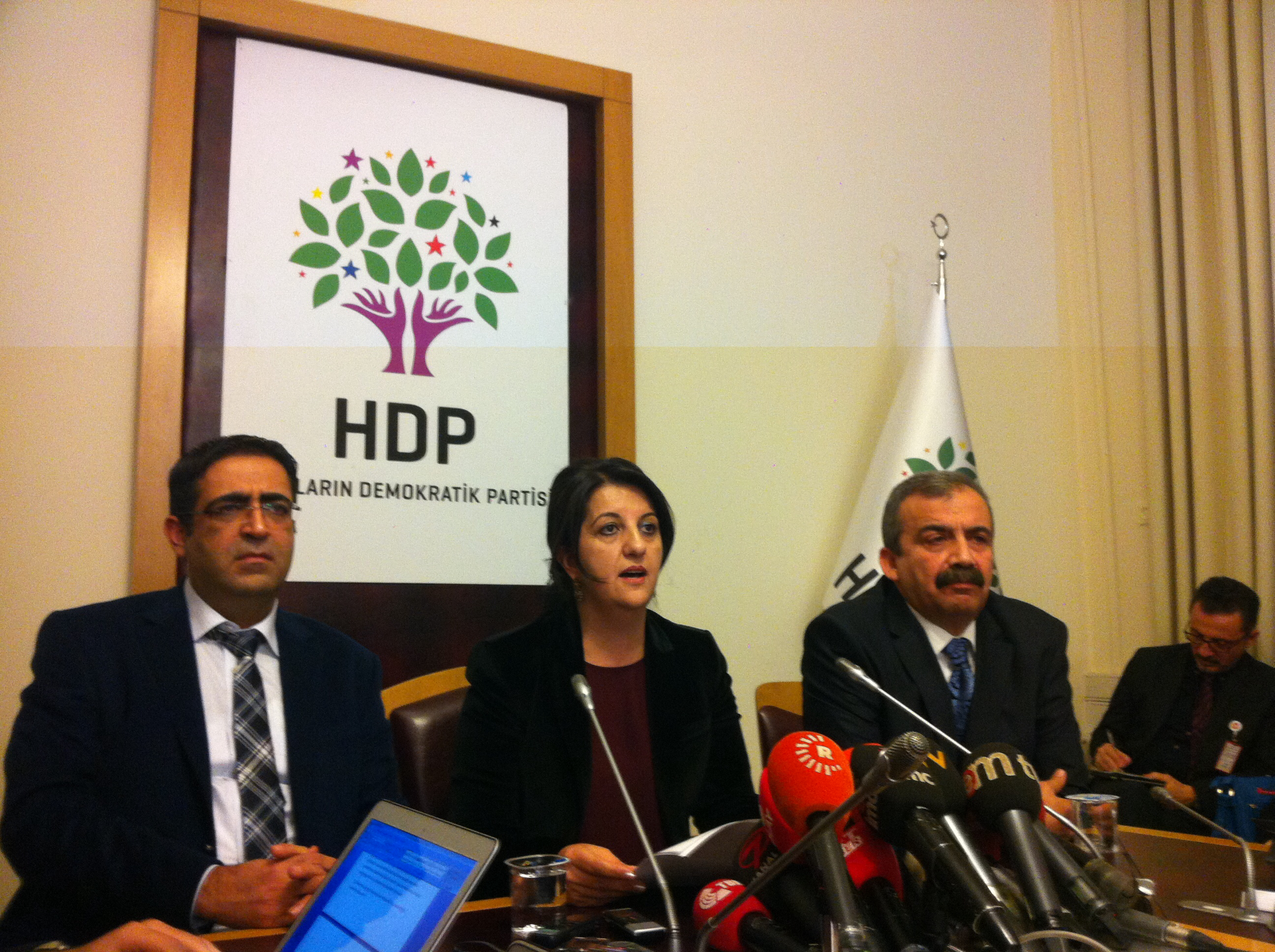
Membros do HDP durante uma conferência de imprensa

Como um partido socialista e anticapitalista democrático, o HDP aspira desafiar fundamentalmente a divisão turcos-curdos existente no país e outros parâmetros existentes na política turca. O programa do partido coloca uma forte ênfase no ambientalismo, direitos das minorias e no igualitarismo. Quando lançou candidatos, o partido empregou uma quota de 10% para a comunidade LGBT e uma cota de 50% para as mulheres. Apesar das alegações do HDP de que o partido representa toda a Turquia, os críticos o acusam de representar principalmente os interesses da minoria curda que vive no sudeste do país, onde está o principal reduto eleitoral do partido. Entre 2013 e 2015, o HDP participou das negociações de paz entre o governo turco e a organização separatista militante, em nome do Partido dos Trabalhadores do Curdistão (PKK), com o qual o HDP é acusado de ter ligações diretas. O partido apresentou seu presidente, Selahattin Demirtaş, como seu candidato para a eleição presidencial de 2014, quando conquistou 9,77% dos votos. Nas eleições gerais de junho de 2015, o HDP superou as expectativas ao alcançar 13,12% dos votos, com 80 deputados, sendo o terceiro maior grupo político no parlamento.

## Resultados eleitorais

### Eleições legislativas
| Data    | CI. | Votos     | %            | +/- | Deputados | +/- | Status   |
| ------- | --- | --------- | ------------ | --- | --------- | --- | -------- |
| 06/2015 | 4.º | 6 058 489 | 13,1 / 100,0 |     | 80 / 550  |     | Oposição |
| 11/2015 | 3.º | 5 144 108 | 10,8 / 100,0 | 2,3 | 59 / 550  | 21  | Oposição |
| 2018    | 3.º | 5 866 309 | 11,7 / 100,0 | 0,7 | 67 / 600  | 8   | Oposição |

### Eleições presidenciais
| Data | Candidato apoiado   | 1.ª Volta | 1.ª Volta | 1.ª Volta   | 2.ª Volta | 2.ª Volta | 2.ª Volta |
| Data | Candidato apoiado   | CI.       | Votos     | %           | CI.       | Votos     | %         |
| ---- | ------------------- | --------- | --------- | ----------- | --------- | --------- | --------- |
| 2014 | Selahattin Demirtaş | 3.º       | 3 958 048 | 9,8 / 100,0 |           |           |           |
| 2018 | Selahattin Demirtaş | 3.º       | 4 205 794 | 8,4 / 100,0 |           |           |           |